# Llista de topònims d'Aldover
Llista de topònims (noms propis de lloc) del municipi d'Aldover, al Baix Ebre
Informació actualitzada per un bot. Els canvis manuals es perdran quan s'actualitzi!

## església
| imatge | Nom                             | Ubicat a | instància de     | Detalls                         | coordenades                                                                          | Protecció                                  | Commons (més fotos) | Dades a WD                    |
| ------ | ------------------------------- | -------- | ---------------- | ------------------------------- | ------------------------------------------------------------------------------------ | ------------------------------------------ | ------------------- | ----------------------------- |
|        | capella del Via Crucis          | Aldover  | església capella | Estil: arquitectura neoclàssica | 40° 52′ 44″ N, 0° 29′ 47″ E / 40.878979°N,0.496512°E ca:Cementiri d'Alcover 440 msnm | bé integrant del patrimoni cultural català |                     | Modifica les dades a Wikidata |
|        | la Nativitat de Maria d'Aldover | Aldover  | església         | Estil: arquitectura neoclàssica | 40° 52′ 47″ N, 0° 30′ 00″ E / 40.879702°N,0.500072°E                                 | bé cultural d'interès local                |                     | Modifica les dades a Wikidata |

## estació de ferrocarril
| imatge | Nom                  | Ubicat a | instància de           | Detalls          | coordenades                                                                  | Protecció | Commons (més fotos)   | Dades a WD                    |
| ------ | -------------------- | -------- | ---------------------- | ---------------- | ---------------------------------------------------------------------------- | --------- | --------------------- | ----------------------------- |
|        | Aldover tain station | Aldover  | estació de ferrocarril |                  | 40° 52′ 28″ N, 0° 30′ 07″ E / 40.87446273479066°N,0.5019293007937203°E       |           | Aldover train station | Modifica les dades a Wikidata |
|        | l'Estació d'Aldover  | Aldover  | estació de ferrocarril | Estat: abandonat | 40° 52′ 28″ N, 0° 30′ 08″ E / 40.8743661675784°N,0.502198533460811°E 11 msnm |           |                       | Modifica les dades a Wikidata |

## granja
| imatge | Nom                | Ubicat a | instància de | Detalls | coordenades                                                          | Protecció | Commons (més fotos) | Dades a WD                    |
| ------ | ------------------ | -------- | ------------ | ------- | -------------------------------------------------------------------- | --------- | ------------------- | ----------------------------- |
|        | Granges de Fabra   | Aldover  | granja       |         | 40° 51′ 44″ N, 0° 30′ 21″ E / 40.8620984350875°N,0.505946099464138°E |           |                     | Modifica les dades a Wikidata |
|        | Granges del Sarpa  | Aldover  | granja       |         | 40° 51′ 38″ N, 0° 26′ 09″ E / 40.8604902480681°N,0.435927455809099°E |           |                     | Modifica les dades a Wikidata |
|        | Granja de Bartomeu | Aldover  | granja       |         | 40° 51′ 56″ N, 0° 28′ 16″ E / 40.8655397604616°N,0.471243332104533°E |           |                     | Modifica les dades a Wikidata |
|        | Granja de Marranyà | Aldover  | granja       |         | 40° 51′ 07″ N, 0° 26′ 02″ E / 40.8519518403889°N,0.433920024179031°E |           |                     | Modifica les dades a Wikidata |
|        | Granja de Nela     | Aldover  | granja       |         | 40° 51′ 17″ N, 0° 27′ 29″ E / 40.8547643914351°N,0.458011268680734°E |           |                     | Modifica les dades a Wikidata |
|        | Granja de Rossell  | Aldover  | granja       |         | 40° 52′ 40″ N, 0° 29′ 07″ E / 40.8779014023731°N,0.485416353966665°E |           |                     | Modifica les dades a Wikidata |
|        | Granja de Targa    | Aldover  | granja       |         | 40° 52′ 51″ N, 0° 29′ 37″ E / 40.880907069587°N,0.493562243096113°E  |           |                     | Modifica les dades a Wikidata |
|        | Granja de Vilobí   | Aldover  | granja       |         | 40° 52′ 53″ N, 0° 30′ 15″ E / 40.8812906017819°N,0.504181028029052°E |           |                     | Modifica les dades a Wikidata |
|        | Granja del Cartero | Aldover  | granja       |         | 40° 51′ 35″ N, 0° 27′ 33″ E / 40.8596979084228°N,0.459127541404808°E |           |                     | Modifica les dades a Wikidata |
|        | Granja del Garrofí | Aldover  | granja       |         | 40° 51′ 11″ N, 0° 26′ 03″ E / 40.852923743853°N,0.43403508806675°E   |           |                     | Modifica les dades a Wikidata |
|        | Granja del Mingo   | Aldover  | granja       |         | 40° 51′ 22″ N, 0° 26′ 04″ E / 40.8560163507772°N,0.434427411006586°E |           |                     | Modifica les dades a Wikidata |

## masia
| imatge | Nom               | Ubicat a | instància de | Detalls                        | coordenades                                                                                            | Protecció                                  | Commons (més fotos) | Dades a WD                    |
| ------ | ----------------- | -------- | ------------ | ------------------------------ | --- | ------------------------------------------ | ------------------- | ----------------------------- |
|        | Hort de la Pomera | Aldover  | masia        | Estil: arquitectura modernista | 40° 52′ 22″ N, 0° 30′ 06″ E / 40.872777777778°N,0.50166666666667°E ca:Carretera Tortosa-Gandesa, km 36 | bé integrant del patrimoni cultural català |                     | Modifica les dades a Wikidata |
|        | Mas d'en Ricard   | Aldover  | masia        |                                | 40° 51′ 50″ N, 0° 28′ 14″ E / 40.8640201723013°N,0.470541851182287°E                                   |                                            |                     | Modifica les dades a Wikidata |
|        | Mas de Pecunya    | Aldover  | masia        |                                | 40° 53′ 01″ N, 0° 29′ 37″ E / 40.88353694°N,0.49348333°E 12 msnm                                       |                                            |                     | Modifica les dades a Wikidata |
|        | Mas de Serrano    | Aldover  | masia        |                                | 40° 53′ 04″ N, 0° 29′ 36″ E / 40.88458333°N,0.49336111°E                                               |                                            |                     | Modifica les dades a Wikidata |
|        | Mas del Tio Tomàs | Aldover  | masia        |                                | 40° 53′ 10″ N, 0° 29′ 30″ E / 40.88616944°N,0.49161389°E                                               |                                            |                     | Modifica les dades a Wikidata |
|        | la Cantina        | Aldover  | masia        |                                | 40° 51′ 55″ N, 0° 30′ 19″ E / 40.865152522265°N,0.505143307705178°E                                    |                                            |                     | Modifica les dades a Wikidata |
|        | lo Castell        | Aldover  | masia        |                                | 40° 52′ 21″ N, 0° 30′ 07″ E / 40.8725384327691°N,0.501816363015114°E                                   |                                            |                     | Modifica les dades a Wikidata |

## Misc
| imatge | Nom                           | Ubicat a                                    | instància de                                   | Detalls                                                  | coordenades                                                                                         | Protecció                                  | Commons (més fotos)                   | Dades a WD                    |
| ------ | ----------------------------- | ------------------------------------------- | ---------------------------------------------- | -------------------------------------------------------- | --------------------------------------------------------------------------------------------------- | ------------------------------------------ | ------------------------------------- | ----------------------------- |
|        | Aldover                       | Aldover                                     | entitat singular de població capital municipal | 897 hab                                                  | 40° 52′ 46″ N, 0° 30′ 00″ E / 40.87952°N,0.49996°E ca:Ctra. C-12, km 26 14 msnm                     |                                            |                                       | Modifica les dades a Wikidata |
|        | Barranc de la Conca (Aldover) | Alfara de Carles Xerta Aldover              | curs d'aigua                                   | Llarg: 15.5km                                            | 40° 51′ 06″ N, 0° 21′ 47″ E / 40.8517°N,0.362981°E                                                  |                                            |                                       | Modifica les dades a Wikidata |
|        | Casa Tomàs                    | Aldover                                     | casa                                           | Estil: arquitectura popular                              | 40° 52′ 47″ N, 0° 30′ 02″ E / 40.879768°N,0.500619°E ca:Plaça Espanya, 11-13A                       | bé integrant del patrimoni cultural català |                                       | Modifica les dades a Wikidata |
|        | Ebre                          | Cantàbria País Basc Navarra Aragó Catalunya | riu                                            | Desemboca: mar Mediterrània Llarg: 910km Conca: 86800km² | 43° 02′ 15″ N, 4° 22′ 12″ O / 43.0375°N,4.37°O 40° 43′ 43″ N, 0° 52′ 09″ E / 40.728527°N,0.869293°E |                                            | Ebro River                            | Modifica les dades a Wikidata |
|        | Molí del Pont                 | Aldover                                     | molí d'aigua                                   |                                                          | 40° 51′ 43″ N, 0° 25′ 13″ E / 40.8620209563243°N,0.420160531994478°E                                |                                            |                                       | Modifica les dades a Wikidata |
|        | Penyaflor                     | Aldover                                     | muntanya                                       |                                                          | 40° 51′ 32″ N, 0° 25′ 42″ E / 40.8588888889°N,0.428333333333°E 275.1 msnm                           |                                            |                                       | Modifica les dades a Wikidata |
|        | Pont del Bordissal            | Aldover                                     | pont                                           |                                                          | 40° 51′ 42″ N, 0° 26′ 23″ E / 40.8617733246843°N,0.439757440127332°E                                |                                            |                                       | Modifica les dades a Wikidata |
|        | canal de la Dreta de l'Ebre   | Amposta Baix Ebre Montsià                   | canal de reg                                   | Estil: arquitectura popular Desemboca: mar Mediterrània  | 40° 47′ 56″ N, 0° 29′ 48″ E / 40.799024°N,0.496786°E                                                | bé integrant del patrimoni cultural català | Canal de la dreta de l'Ebre (Amposta) | Modifica les dades a Wikidata |
|        | casa consistorial d'Aldover   | Aldover                                     | casa consistorial                              |                                                          | 40° 52′ 47″ N, 0° 30′ 00″ E / 40.8798533°N,0.4999118°E                                              |                                            |                                       | Modifica les dades a Wikidata |
|        | el Pla de les Illes           | Aldover                                     | nucli de població                              |                                                          | 40° 51′ 44″ N, 0° 29′ 55″ E / 40.8622703843683°N,0.498500866141144°E                                |                                            |                                       | Modifica les dades a Wikidata |
|        | lo Tossal                     | Aldover                                     | despoblat edifici històric                     |                                                          | 40° 52′ 54″ N, 0° 29′ 48″ E / 40.8815338572874°N,0.496707210889483°E                                |                                            |                                       | Modifica les dades a Wikidata |